# ألبرت بوشارد
ألبرت بوشارد (بالإنجليزية: Albert Bouchard)‏ هو مغن مؤلف أمريكي، ولد في 24 مايو 1947 في واتيرتاون في الولايات المتحدة.

## وصلات خارجية
- ألبرت بوشارد على موقع IMDb (الإنجليزية)
- ألبرت بوشارد على موقع ميوزك برينز (الإنجليزية)
- ألبرت بوشارد على موقع أول ميوزيك (الإنجليزية)
- ألبرت بوشارد على موقع ديسكوغز (الإنجليزية)
- ألبرت بوشارد على موقع قاعدة بيانات الفيلم (الإنجليزية)